# Kinh Lạy Cha

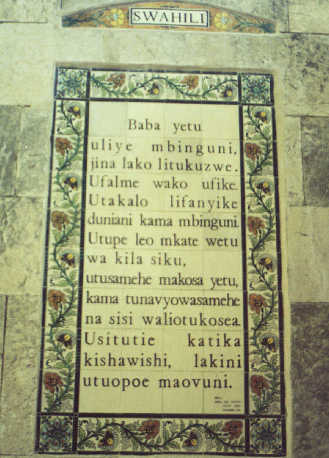
Bản Kinh Lạy Cha bằng tiếng Swahili

Kinh Lạy Cha là một bài kinh và là lời cầu nguyện được biết đến nhiều nhất trong Kitô giáo. Mặc dù có nhiều quan điểm thần học, đức tin và sự tôn kính khác nhau làm chia cắt tín đồ Kitô giáo song phần lớn họ đều cho rằng Kinh Lạy Cha là lời cầu nguyện do chính Chúa Giêsu dạy. Tân Ước có hai phiên bản: một trong Phúc âm Matthew (6:9-13) được coi như một phần của Bài giảng trên núi và một phiên bản khác trong Phúc âm Luca (11:2-4). Kinh Lạy Cha thường được cộng đoàn đọc trong phần Phụng vụ Thánh Thể của mỗi Thánh lễ.

## Các phiên bản

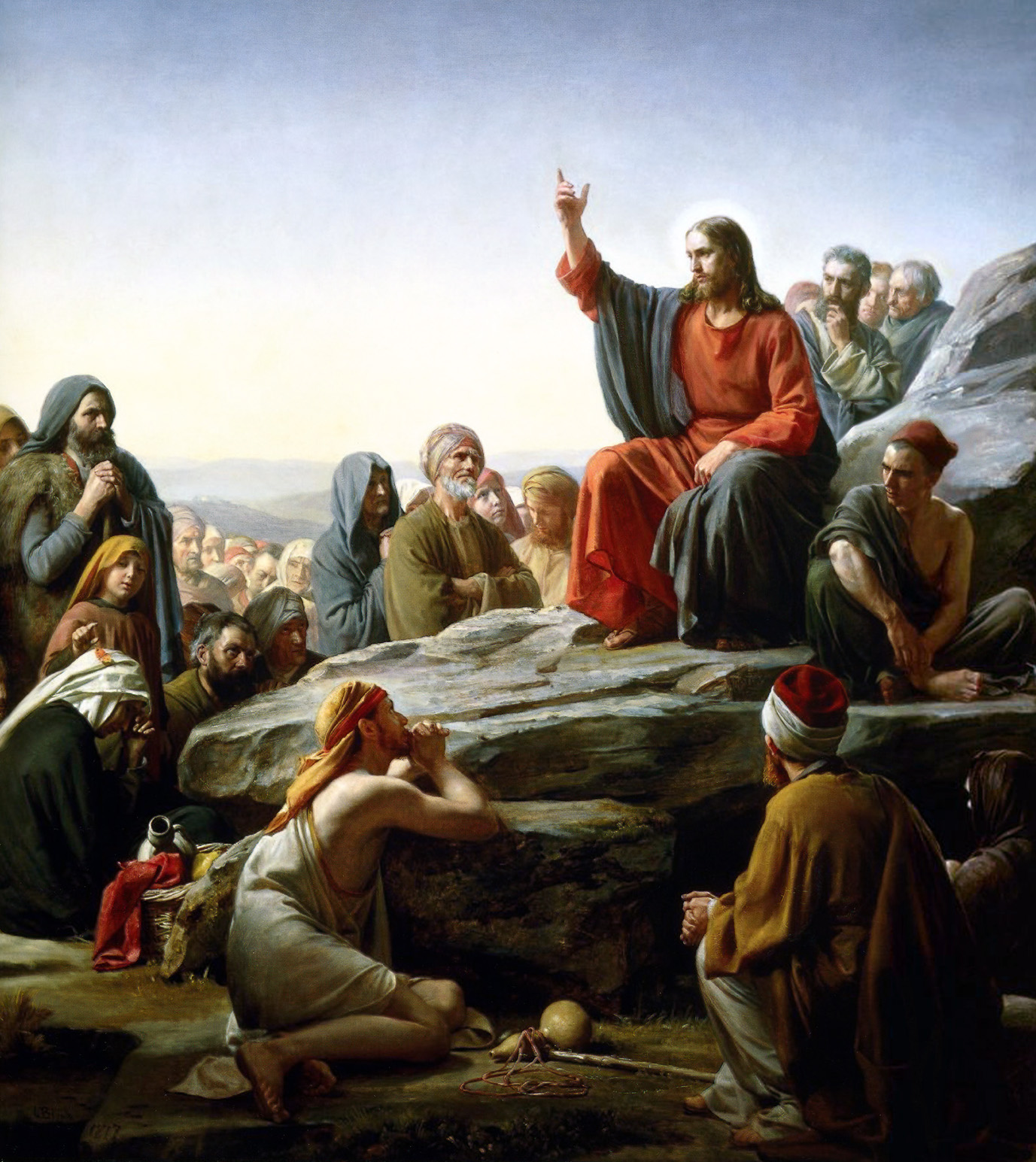
Bài giảng trên núi

Kinh Lạy Cha đã được dịch thành rất nhiều ngôn ngữ và tính riêng trên trang BibleGateway thì đã có khoảng 200 phiên bản của lời nguyện này.

### Phiên bảntiếng Việtthông dụng của đạo Công giáo
Lạy Cha chúng con ở trên trời,
chúng con nguyện danh Cha cả sáng,
nước Cha trị đến,
ý Cha thể hiện dưới đất cũng như trên trời.
Xin Cha cho chúng con hôm nay lương thực hằng ngày
và tha nợ chúng con
như chúng con cũng tha kẻ có nợ chúng con.
Xin chớ để chúng con sa chước cám dỗ,
nhưng cứu chúng con cho khỏi sự dữ.
[Vì Vương quyền, Uy lực và Vinh quang là của Chúa đến muôn đời.]
Amen.

### Phiên bảntiếng Việtcủa Uỷ ban Phụng tự 1993
Lạy Cha chúng con là Ðấng ngự trên trời,
xin làm cho danh thánh Cha vinh hiển,
triều đại Cha mau đến,
ý Cha thể hiện dưới đất cũng như trên trời.
Xin Cha cho chúng con hôm nay lương thực hằng ngày,
xin tha tội cho chúng con cũng như chúng con cũng tha cho những người có lỗi với chúng con;
xin đừng để chúng con sa chước cám dỗ,
nhưng cứu chúng con cho khỏi sự dữ.
[Vì Vương quyền, Uy lực và Vinh quang là của Chúa đến muôn đời.]
Amen.

### Phiên bảntiếng Việttheo đạo Tin Lành
Lạy Cha chúng con ở trên trời,
Danh Cha được tôn thánh,
Nước Cha được đến,
Ý Cha được nên,
ở đất như trời.
Xin cho chúng con hôm nay đồ ăn đủ ngày.
Xin tha tội lỗi cho chúng con
như chúng con cũng tha kẻ phạm tội nghịch cùng chúng con.
Xin chớ để chúng con bị cám dỗ
mà cứu chúng con khỏi điều ác!
[Vì nước, quyền, vinh hiển đều thuộc về Cha đời đời vô cùng.]
Amen.

### Phiên bảntiếng Latin
Pater noster, qui es in caelis
Sanctificetur nomen tuum;
Adveniat regnum tuum.
Fiat voluntas tua
Sicut in caelo et in terra
Panem nostrum quotidianum da nobis hodie.
Et dimitte nobis debita nostra,
Sicut et nos dimittimus debitoribus nostris.
Et ne nos inducas in tentationem;
Sed libera nos a malo.
[Quoniam tibi est regnum et potestas et gloria in saecula.]
Amen.

### Phiên bản quốc tế hiện đại[2]
Our Father in heaven,
hallowed be your name,
your kingdom come,
your will be done,
on earth as it is in heaven.
Give us today our daily bread.
and forgive us our debts,
as we also have forgiven our debtors.
And lead us not into temptation,
but deliver us from the evil one.
Amen.

### Phiên bản King James[3]
Our Father who art in heaven,
Hallowed be thy name.
Thy kingdom come,
Thy will be done on earth as it is in heaven.
Give us this day our daily bread.
And forgive us our trespasses,
as we forgive those who trespass against us.
And lead us not into temptation,
but deliver us from evil:
For thine is the kingdom, and the power, and the glory, forever.
Amen.

### Phiên bảnThánh Thể(của ThánhPeter Eymard)
Lạy Cha chúng con là Đấng ngự trên trời
nay đang ngự trong thiên đàng của Bí tích Thánh Thể
xin dâng lên Cha ngự trên ngai tòa
ân sủng và tình thương, mọi lời chúc tụng
danh dự, uy quyền và vinh quang đến muôn đời!
Xin cho danh Cha cả sáng
được tôn vinh trước hết nơi chúng con,
qua thần khí của lòng khiêm nhường, vâng phục và bác ái của Cha.
Ước chi với tất cả sự khiêm tốn và nhiệt thành,
con làm cho mọi người biết đến Cha,
yêu Cha và tôn thờ Cha trong Bí tích Thánh Thể.
Xin cho Nước Cha trị đến,
nước mang tên Thánh Thể.
Xin chỉ mình Cha cai trị chúng con mãi mãi
để Cha được vinh quang hơn,
qua quyền năng của tình yêu Cha,
vinh hiển của các nhân Giám mục,
và ân sủng của ơn gọi tông đồ Thánh Thể trong đời sống con.
Xin ban cho chúng con hồng ân của tình yêu Cha
để chúng con có thể mở mang Vương quốc Thánh Thể
khắp mọi nơi và thực hiện nguyện ước của Cha:
"Ta đến để ném lửa trên khắp địa cầu,
và Ta ước mong điều gì, nếu không phải là mong cho địa cầu được cháy lên".
Ôi! giá chi chúng con có thể
làm người châm lửa trời cao ấy!
Xin cho ý Cha được thể hiện dưới đất cũng như trên trời
Xin ban cho chúng con được ơn tìm thấy niềm vui
khi chỉ muốn một mình Chúa,
ước ao một mình Chúa,
suy tưởng về một mình Chúa.
Xin ban cho chúng con ơn ấy bằng cách
chúng con biết từ bỏ chính mình
Xin cho chúng con được tìm thấy ánh sáng và sức sống
trong sự vâng phục thánh ý tốt lành và hoàn thiện của Cha
Ngài muốn gì, con muốn đó
Vì Ngài muốn, nên con muốn
Ngài muốn sao, con muốn vậy
Ngài muốn bao lâu, con muốn bấy lâu
xin gìn giữ tư tưởng và ước muốn của con
trong sạch vẹn tuyền từ nơi Chúa, cho Chúa và trong Chúa
Xin cho chúng con lương thực hàng ngày
Chúa chính là Chúa Giêsu Thánh Thể của con
Chỉ có mình Chúa mới là
lương thực và trang phục của con,
là giàu sang và vinh quang của con
là thuốc chữa lành bệnh tật của con
là sự che chở của con trước mọi sự dữ
Chúa là tất cả mọi sự đối với con
Xin tha thứ những lỗi phạm của chúng con
Lạy Chúa Giêsu, xin tha thứ cho con
vì con ăn năn tất cả tội lỗi con
đang phơi bày ra trước mắt Chúa
Như chúng con tha thứ những người lỗi phạm tới chúng con
Những ai đã xúc phạm đến con trong mọi cách
với hết lòng con tha thứ cho họ
và ước muốn cho họ được ánh sáng của tình yêu Chúa
Xin chớ để chúng con sa chước cám dỗ, nhưng cứu chúng con khỏi sự dữ
Lạy Chúa Giêsu xin giải thoát con
khỏi quỷ kiêu ngạo, ô uế, bất hòa và tự mãn.
Xin giải thoát con khỏi những bận tâm và lo lắng của đời sống
để với con tim trong sạch và tâm trí thư thái
con có thể vui tươi dành cuộc đời và tận hiến tất cả con người con
và tất cả những gì con có
để phục vụ Chúa là Chúa Giêsu Thánh Thể của con.
Ôi lạy Chúa Giêsu! con trông cậy nơi Ngài;
xin đừng để con bao giờ bị thao túng
vì chỉ có Chúa tốt lành
chỉ có Chúa quyền năng mạnh mẽ
chỉ có Chúa trường cửu
chỉ có Chúa xứng đáng được danh dự và vinh quang,
yêu mến và cảm tạ muôn đời. Amen.

### Phiên bản tiếng Việt vào năm1787
Bản dịch không dấu này được ghi trong cuốn Saggio pratico delle lingue năm 1787:
Chûng-tôi lai Thien dia (Chúng tôi lạy Thiên địa)
chen Chua o tren bloi la Cha chung-toi (chân Chúa ở trên trời là Cha chúng tôi)
Chung-toi nguyen deant Cha ca sang (Chúng tôi nguyện danh Cha cả sáng)
Cuoc cha tri, den (Quốc cha trị đến)
Bung i cha duoi dat, bang tren bloi bai (Vâng ý cha dưới đất bằng trên trời vậy)
Chung-toi xin cha rai cho chung-toi hang ngay dun du (Chúng tôi xin cha rày cho chúng tôi hằng ngày dùng đủ)
E tha no chung-toi (E tha nợ chúng tôi)
bang chung-toi cun tha ke co no (bằng chúng tôi cũng tha kẻ có nợ)
Chung-toi xin cho dee chung-toi sa chung cam-do (Chúng tôi xin chớ để chúng tôi sa chưng cám dỗ)
Ben chüa chung-toi chüng su du. (Bèn chữa chúng tôi chưng sự dữ)